# Территориальное разделение труда
Территориальное разделение труда (ТРТ) — объективный необратимый и закономерный процесс производственной специализации, обособления районов и регионов в выпуске (производстве) определенного специфического набора товаров и услуг, исходя из сочетания специфического набора природных, социально-экономических и технологических факторов.
Сущность любого разделения труда (в том числе, территориального) заключается в специализации производителя на выпуске определенной продукции в размерах, которые превышали бы его личную потребность, при единовременном отказе от изготовления иной продукции.
Экономический смысл данного процесса состоит в том, что общие затраты всех производителей на выпущенный объем всех видов продукции уменьшаются в сравнение с вариантом «универсального» производства отдельного производителя. Уменьшение производительных издержек всех производителей на единицу изготовляемой продукции обеспечивается за счет благоприятных условий, среди которых, кроме чисто персональных свойств, те «возможности», которыми обладает та или другая местность для выпуска конкретного вида продукции.
В качестве синонима территориального разделения труда применяют понятие географическое разделение труда.
Результатом территориального разделения труда является формирование экономических районов в рамках единого хозяйственного комплекса страны. Экономические районы могут объединяться в более крупные единицы — макрорегионы.
ТРТ обусловливают следующие основные факторы:
- географическое положение территории (физико-географическое и экономико-географическое);
- национально-исторические особенности страны или регионов;
- экономическое состояние;
- социально-демографическое положение страны или регионов.

В России два макрорегиона и 11 экономических районов
1. Западный макрорегион
- Северо-западный экономический район
- Центральный экономический район
- Волго-Вятский экономический район
- Северный экономический район
- Северо-Кавказский экономический район
- Поволжский экономический район
- Центрально-Чернозёмный экономический район
- Уральский экономический район

2. Восточный макрорегион
- Западно-Сибирский экономический район
- Восточно-Сибирский экономический район
- Дальневосточный экономический район